# Tim Griffin
John Timothy "Tim" Griffin, född 21 augusti 1968 i Charlotte i North Carolina, är en amerikansk republikansk politiker. Han är Arkansas viceguvernör sedan 2015. Han var ledamot av USA:s representanthus 2011–2015.
Griffin avlade 1994 juristexamen vid Tulane University och tjänstgjorde som federal åklagare 2006–2007. I mellanårsvalet i USA 2010 besegrade han demokraten Joyce Elliott.